# Прапорщик Волентир
Гвардии прапорщик Александр Иванович Воленти́р — персонаж кинофильмов «В зоне особого внимания» и «Ответный ход» в исполнении Михая Ермолаевича Волонтира.
В профессиональной среде ветеранов воздушно-десантных войск признан «Главным прапорщиком ВДВ».

## Описание персонажа
Опытный профессиональный военный, не мыслящий себя вне армии. Вынослив, находчив, наблюдателен, не жалеет сил для достижения цели. Пользуется большим уважением в полку и у офицеров, и у солдат. Был женат, жена умерла во время первых поздних родов, ребёнок тоже не выжил. Волентир бережно хранит память о жене.
До начала событий, показанных в первом фильме, временно исполнял обязанности командира разведывательного взвода за отсутствием офицера, подходящего для занятия этой должности, пока на этой должности его не сменил гвардии лейтенант Тарасов. Когда Тарасова посылают на первое серьёзное задание («В зоне особого внимания»), в его группу «для укрепления» включают Волентира, и это едва не приводит к конфликту между двумя сильными личностями.
В одиночку без оружия обезвредил четверых вооружённых бандитов («В зоне особого внимания»). В «Ответном ходе» во время своего последнего перед увольнением в запас разведвыхода проникается симпатией к гвардии сержанту морской пехоты Зиновьевой и, вероятно, имеет шанс на взаимность.
Как вспоминает российский киновед Фёдор Раззаков, один из самых динамичных эпизодов фильма «В зоне особого внимания» — поединок гвардии прапорщика Волентира с озверевшими уголовниками на хуторе, когда гвардии прапорщик возвращается на хутор и застаёт в избе связанного хозяина и четырёх матёрых преступников. В этом эпизоде гвардии прапорщик попадает в засаду, подготовленную сбежавшими заключёнными, нагло хозяйничающими в доме лесника, и «вырубает» зэков — по словам Раззакова, «так лихо, что просто дух захватывает». Это неудивительно: во время съёмки эпизода дублёром актёра был знаменитый специалист по восточным единоборствам, старший тренер центральной школы карате Добровольного спортивного общества профсоюзов Тадеуш Касьянов.

## Конфликт поколений в вооружённых силах
В период 1960—1970-х годов именно военнослужащие сверхсрочной службы занимали большинство сержантских и старшинских должностей, воспитывали рядовой состав срочной службы и, будучи старше по возрасту и житейски мудрее, помогали в профессиональном и личностном становлении молодых офицеров, только-только пришедших из военных училищ, в которые большинство из них поступали по окончании школы, миновав срочную службу в вооружённых силах. Именно на таком соотношении судеб разновозрастных героев, — конфликте молодого командира Тарасова и пожилого старшины Волентира, — построены сюжеты общеизвестных фильмов «В зоне особого внимания» и «Ответный ход».

## Характеристика персонажа
Как отмечает обозреватель журнала «Огонёк» Валерий Чумаков, роль настоящего советского прапорщика-гвардейца по фамилии Волентир принесла Михаю Волонтиру (на тот момент народному артисту Молдавской ССР) уже не только республиканскую, но и всесоюзную известность. По мнению члена Союза кинематографистов России Дениса Горелова, гвардии прапорщик Волентир в обоих фильмах выступает как вечный партнёр и подстраховщик гвардии лейтенанта Тарасова.
По признанию исполнителя главной роли Бориса Галкина, Михай Волонтир, которому на момент съёмок было уже под пятьдесят, бегал быстрее его, тридцатилетнего спортсмена. В 2005 году киностудией «ВДВ-Фильм» был снят фильм «Михай Волонтир. Прапорщик ВДВ № 1».